# 马约特
马约特（法語：Mayotte，法語發音：[majɔt] ⓘ），正式名称为馬約特省（département de Mayotte），是法国的海外省与单一领土集体，位于莫桑比克海峡，包括格朗德特尔岛、珀蒂特特尔岛以及周围一些小岛，与大科摩罗岛、昂儒昂岛、莫埃利岛共同组成科摩罗群岛。
马约特面积为374平方公里，人口为310022（2023年1月），人口密度为829人/平方公里。首府与最大城市为格朗德特尔岛的马穆楚。
马约特是法国的海外省之一，也是法国18个大区之一，与法國本土省份具有同等地位。其为欧盟的外延地区之一，是欧元区的一部分。
岛上的居民来自邻近的东非，后来阿拉伯人带来了伊斯兰教，今天绝大多数人口是穆斯林，第二大宗教為天主教，馬約特本身雖無教區，但由位於葛摩的天主教科摩羅群島宗座代牧區所轄。
葛摩1974年公投宣布独立后，马约特选择留在法国。2009年3月29日，进行了一次关于在2011年成为法国海外省的公民投票，结果以95.2%赞成而通过。
根据法国国家统计与经济研究所（INSEE）2018年发布的一份报告，马约特84%的人口生活在贫困线以下（按每户每月959欧元的标准；法国本土的这一比例仅为16%），40%的住宅为棚户，29%的家庭没有自来水，34%的15—64岁居民无业。

## 地理

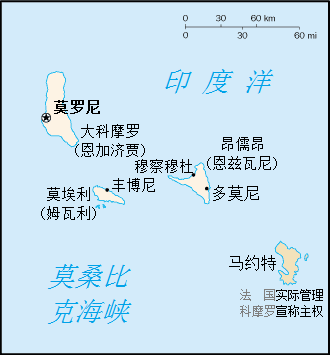
科摩罗和马约特地图

主要岛屿包括格朗德特尔岛和珀蒂特特尔岛，地质学上来说，格朗德特尔岛是科摩罗地区最古老的岛屿，有39公里长，22公里宽，最高点为海拔660米高的贝纳拉山。由于是火山岩构成的岛屿，一些地区的土地特别的肥沃。珊瑚礁围绕着一些岛屿起到了保护船只和栖息鱼群的作用。
藻德济是1977年前馬約特的首府，位于珀蒂特特尔岛上，这座岛屿有着10公里长，是格朗德特尔岛周边几个零星小岛中最大的一个。

## 历史
1500年，马约特岛成为了伊斯兰教的君主领地。1503年，马约特岛被葡萄牙探险者发现，但未被侵占。16世纪起马尔加什人开始统治包括马约特岛内的整个科摩罗，直到1843年割讓給法國。
葛摩独立时的1974年和1976年，马约特岛的两次公民投票分別以63.8%和99.4%表決維持與法國的关系而不獨立，科摩罗则宣称拥有马约特岛的主权。
在1976年联合国安理会一份关于承認科摩罗對马约特主權的決議草案中，雖獲14个會員國支持，但最终被身為安理会常任理事国的法國一票否决。

## 政治
马约特的政治框架为法国海外领地的议会民主制，马约特省议会主席是岛内的政府首脑，实行多党制，政府拥有最大的行政权力。
在法国国民议会中马约特拥有一个代表资格以及两个法国参议院议员席位。

### 现今地位

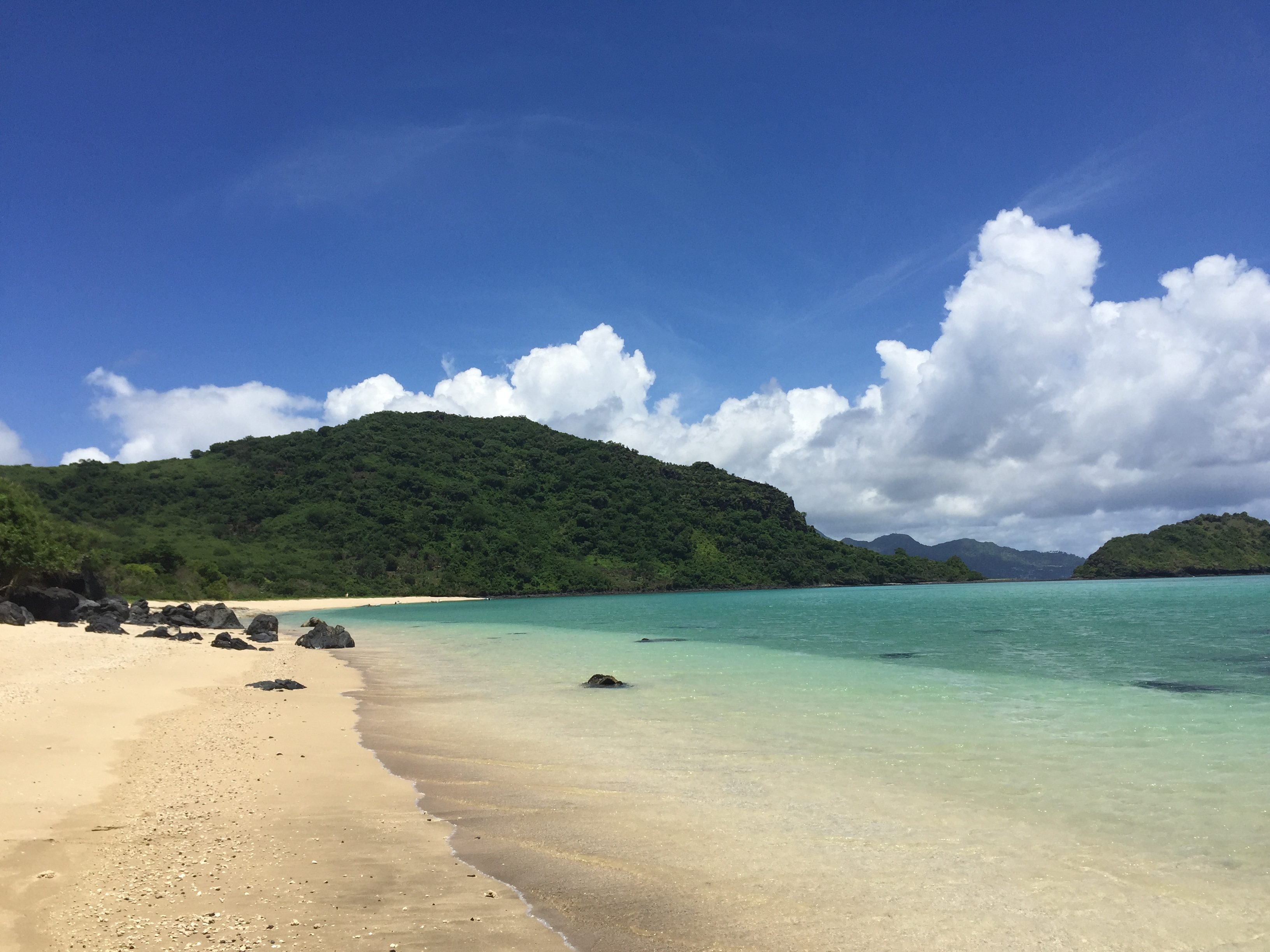
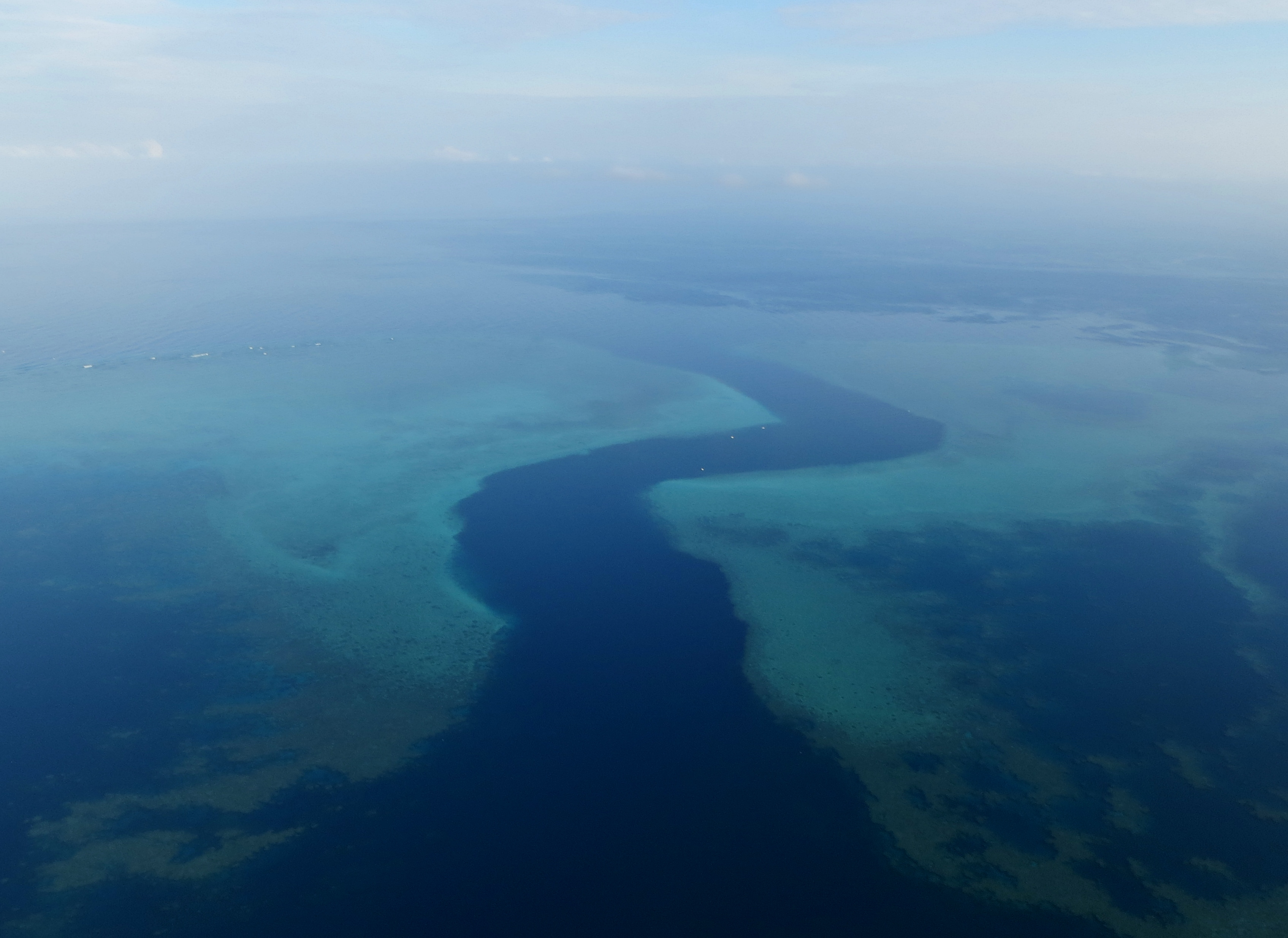
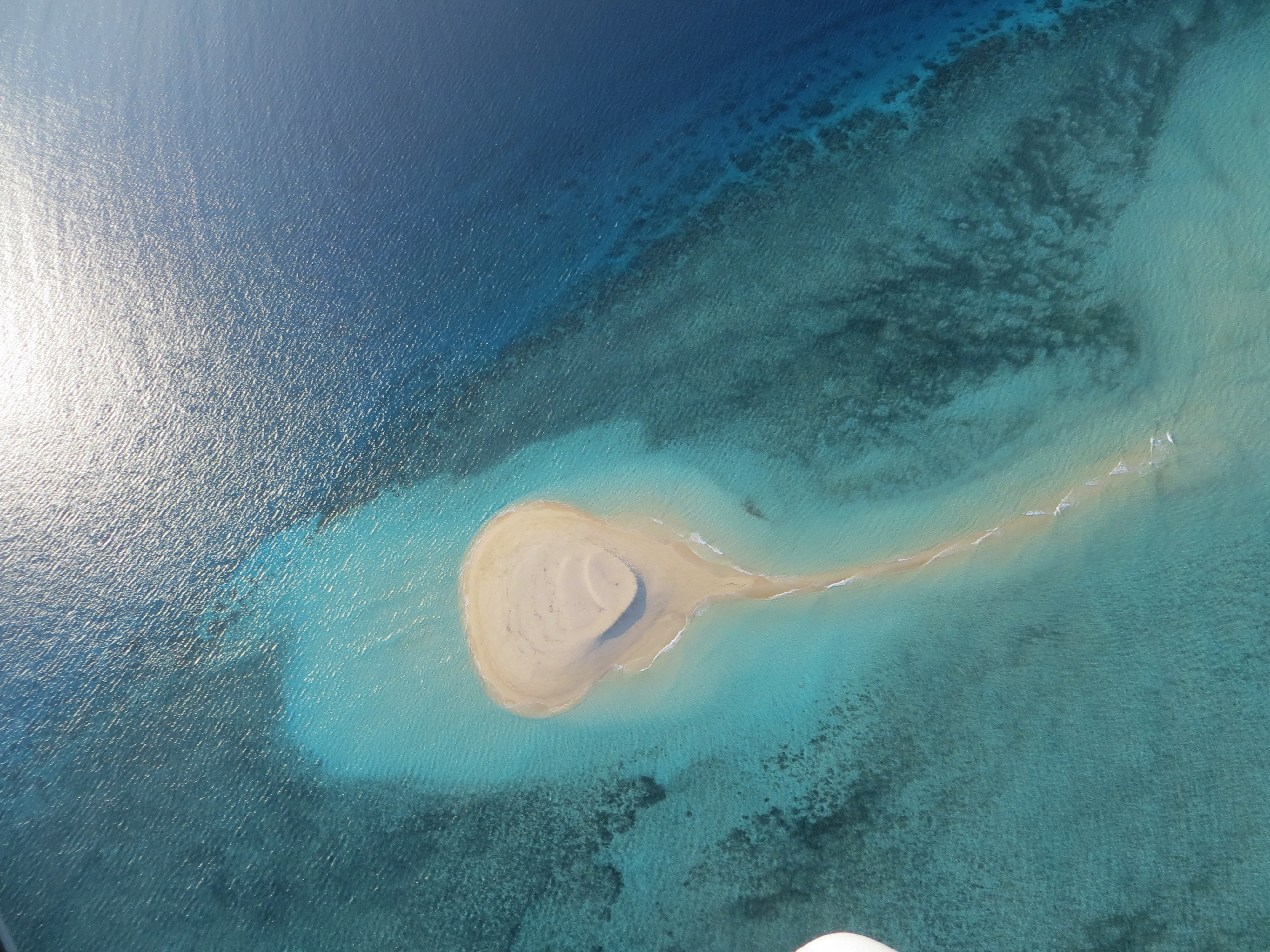
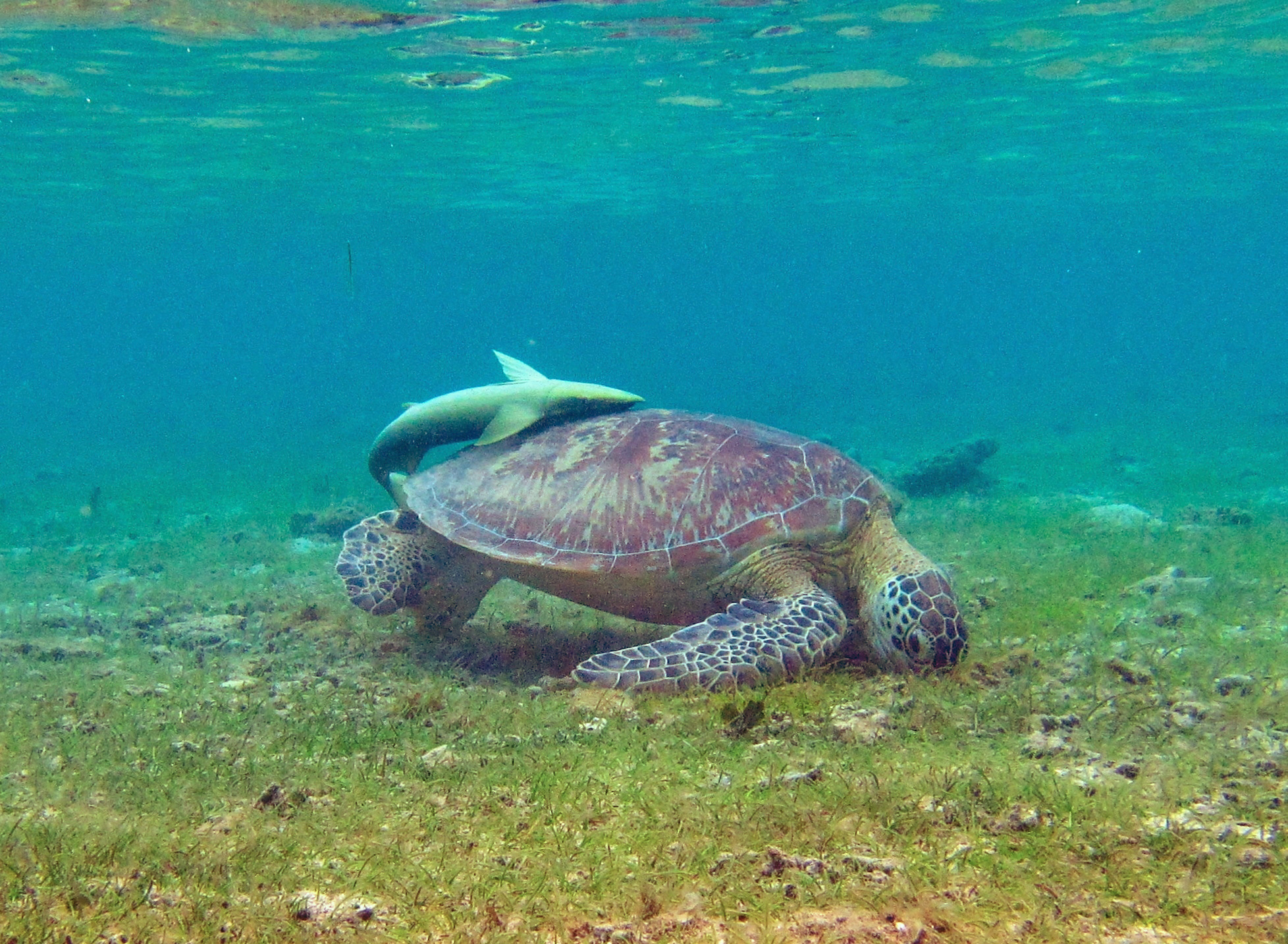
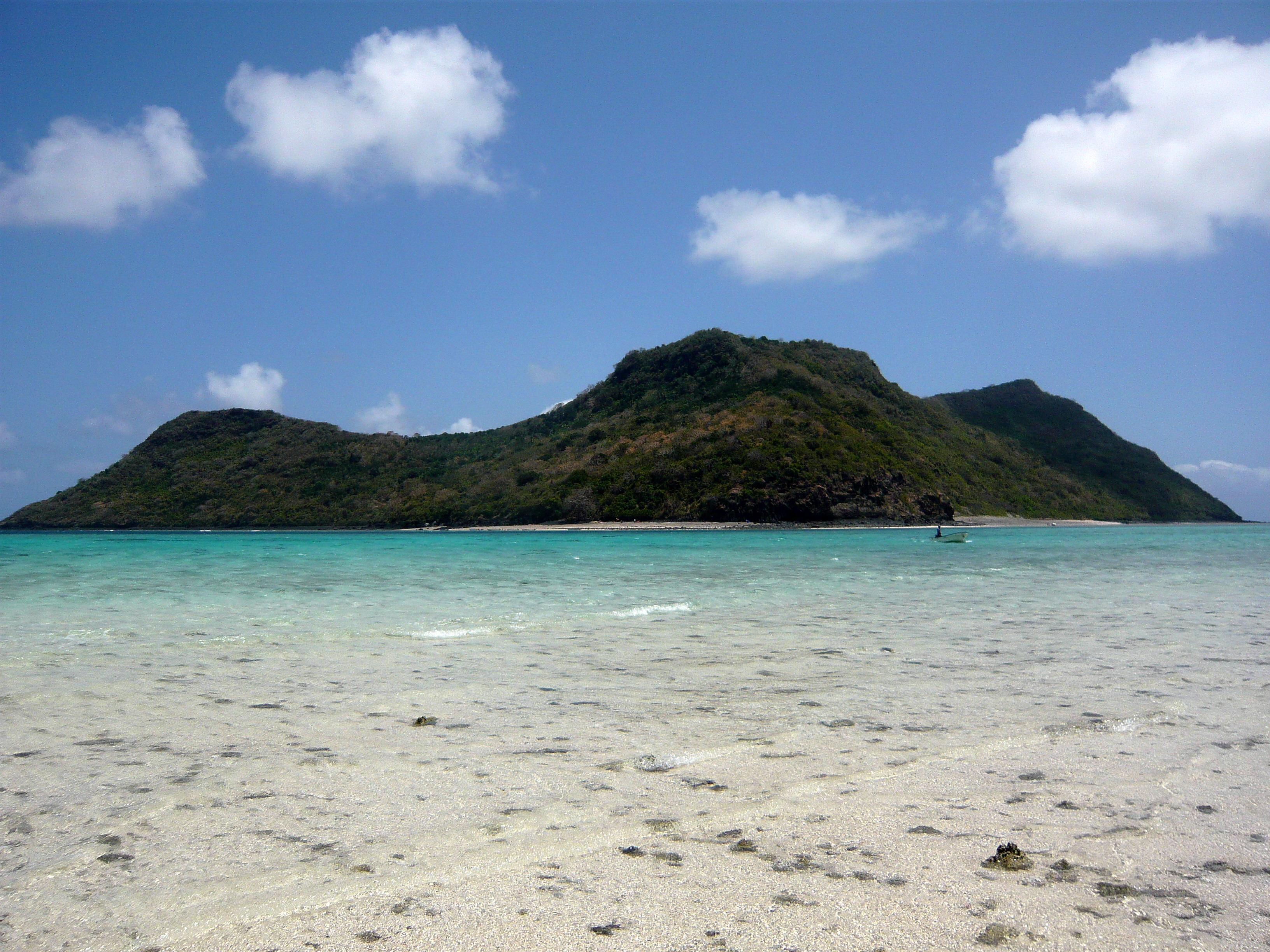
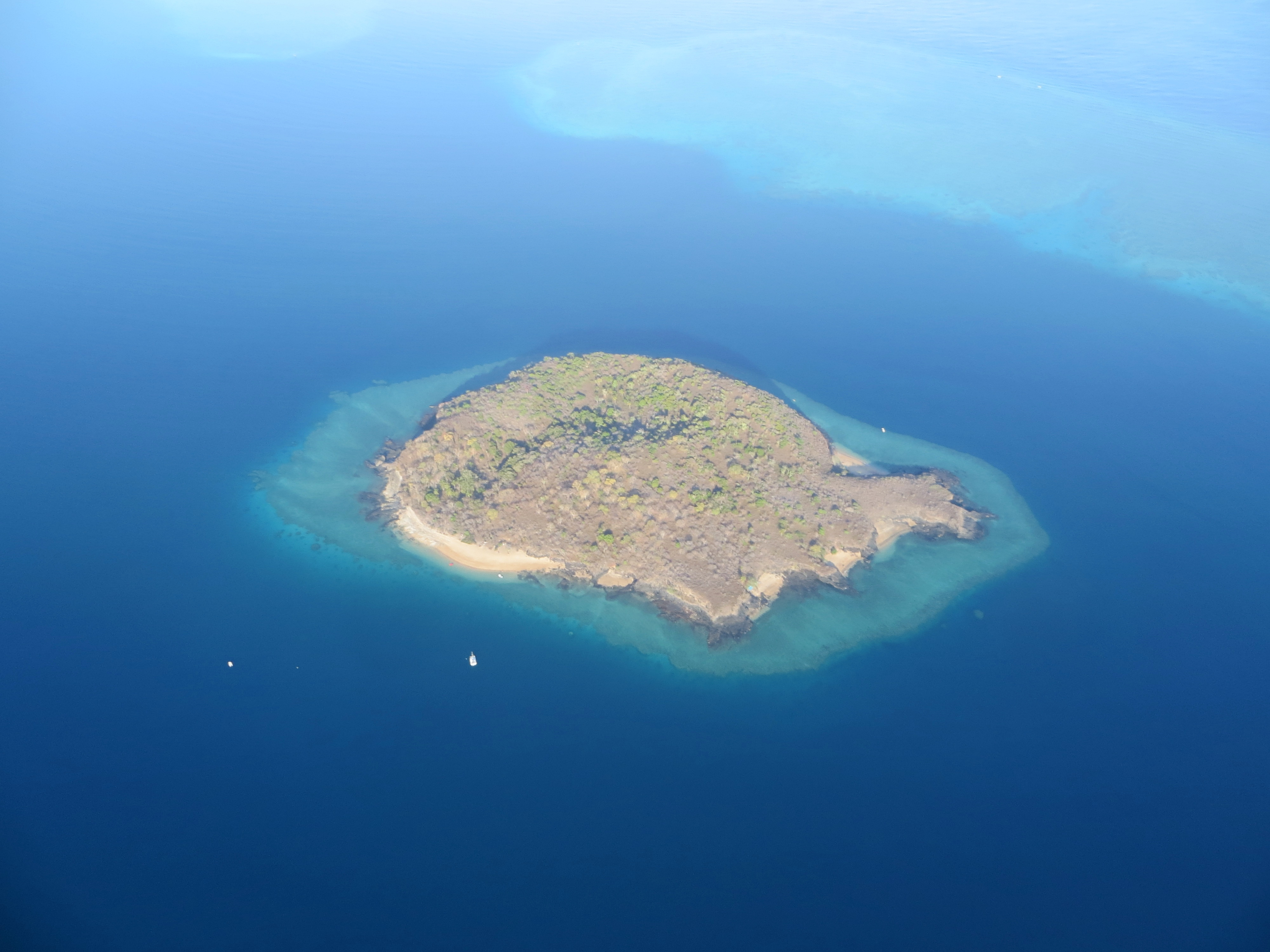
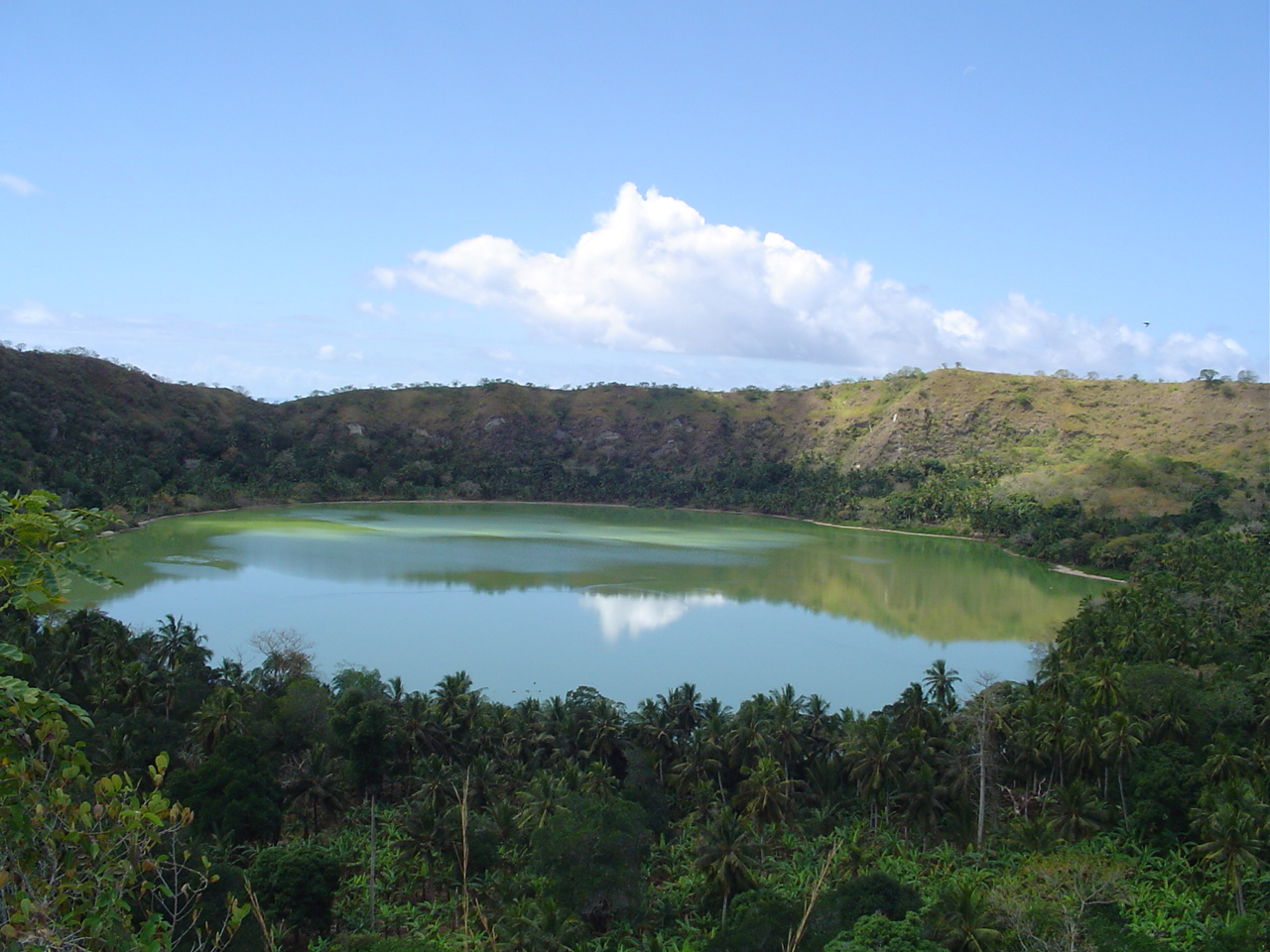

马约特的地位与一个省相当，拥有一个省委员会。根据2001年7月11日法律，它确切上应为“省级领土集体”（collectivité départementale），并且有权利在2010年选择成为全权的法国省。马约特下辖17个市镇，组成同样数量的乡。
岛屿的防務完全由法国政府承担，法国军队在马约特岛设有一支駐軍，即法國外籍兵團馬約特特遣隊。

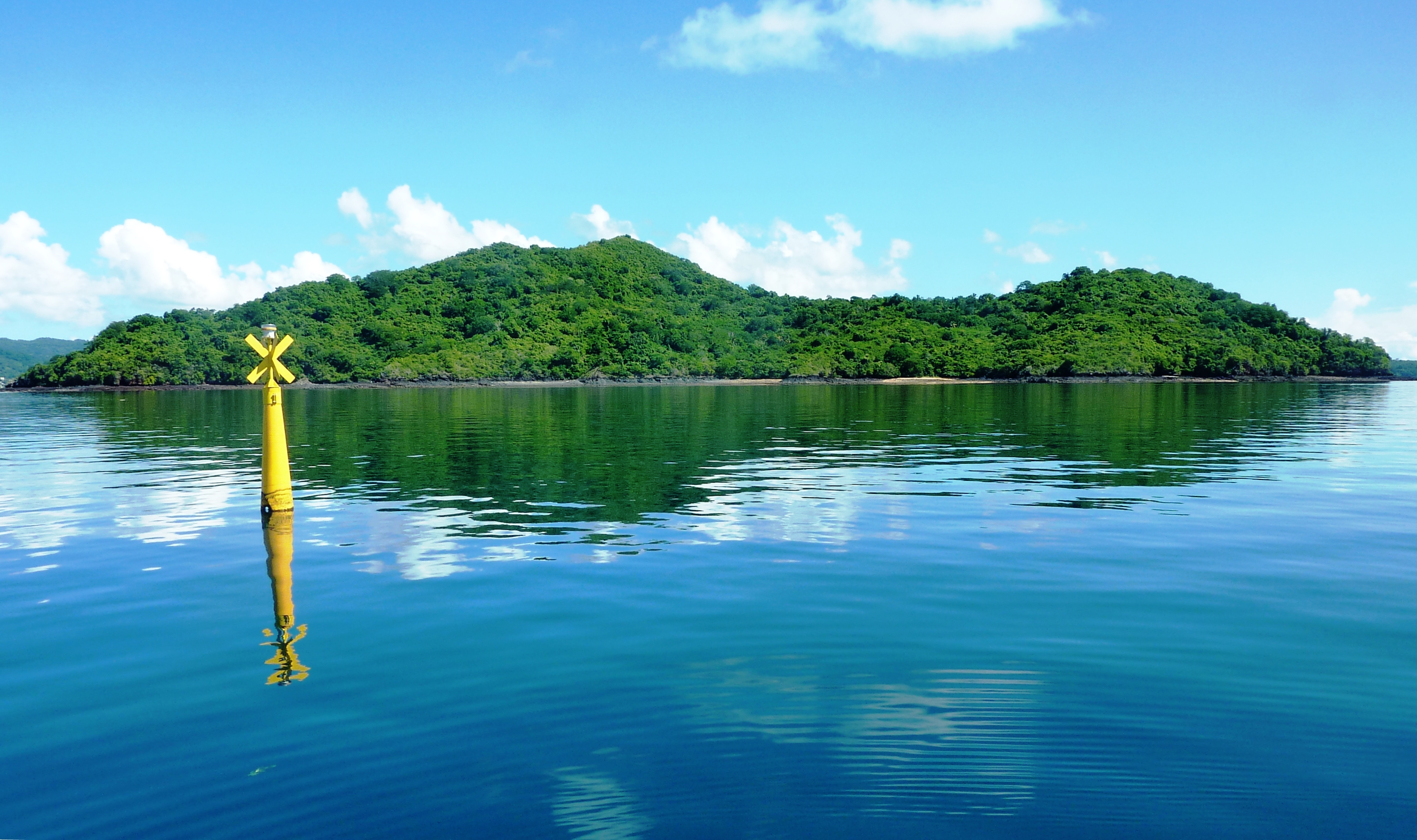
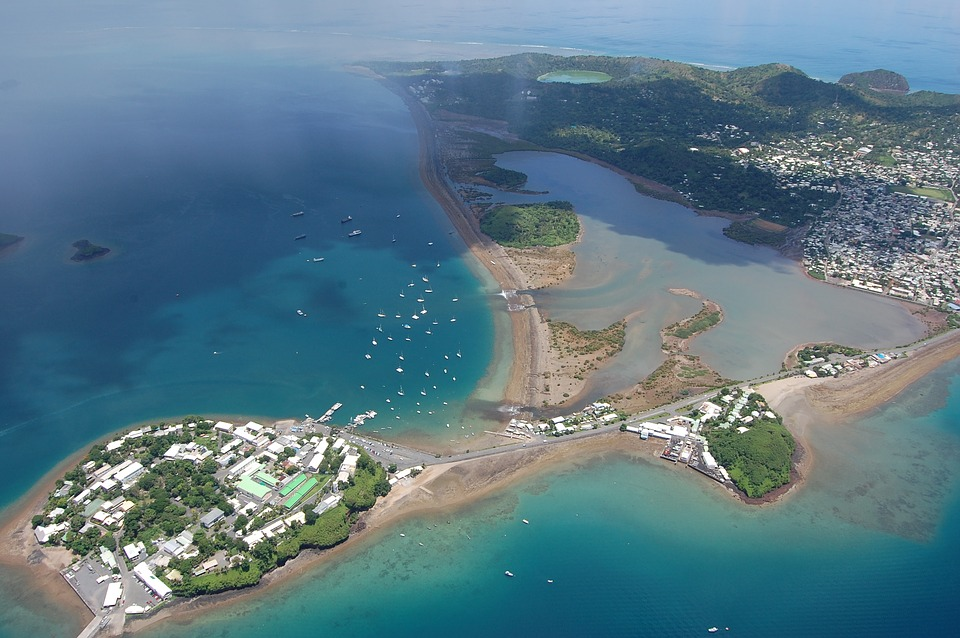

## 行政區劃
马约特划分为17个市镇，分屬13个縣（图中未标示），而首府兼最大城市马穆楚涵跨三个縣。
1. 藻德济（Dzaoudzi）
2. 帕芒济（Pamandzi）
3. 马穆楚（Mamoudzou）
4. 登贝尼（Dembeni）
5. 邦德雷莱（Bandrele）
6. 卡尼凯利（Kani-Kéli）
7. 布埃尼（Bouéni）
8. 希龙吉（Chirongui）
9. 萨达（Sada）
10. 旺加尼（Ouangani）
11. 希科尼（Chiconi）
12. 钦戈尼（Tsingoni）
13. 姆仓加穆日（M'Tsangamouji）
14. 阿库阿（Acoua）
15. 姆仓博罗（Mtsamboro）
16. 邦德拉布阿（Bandraboua）
17. 昆古（Koungou）

## 经济
马约特经济以农业为主，主要生产香子兰等香料；官方货币为欧元。
据INSEE的评估，2001年马约特的GDP总计为6.1亿欧元 (根据2001年的汇率约等于5.47亿美元；根据2008年的汇率约等于9.03亿美元)。 同一时期的人均国内生产总值为3,960欧元 (2001年时期的3,550美元; 2008年时期的5,859美元)，这个数据比同期的科摩罗高出了9倍之多，但也只是临近法国海外省留尼汪GDP的三分之一和法国本土的16%。

## 交通
马约特的铁路全长10.5公里，有着总长度为93公里的公路，其中72公里为铺装公路。马约特岛内没有水道，最大港口是藻德济，并有着一座飞机场。

## 人口统计
在2012年的人口普查中，马约特有着216,452名居民。而在2012年的普查中人口有65%出生在本地，4%出身在法兰西共和国的其他地方，28%为科摩罗的移民，2.8%为马达加斯加移民，另外还有0.2%来自其他国家。

### 历史上的人口数

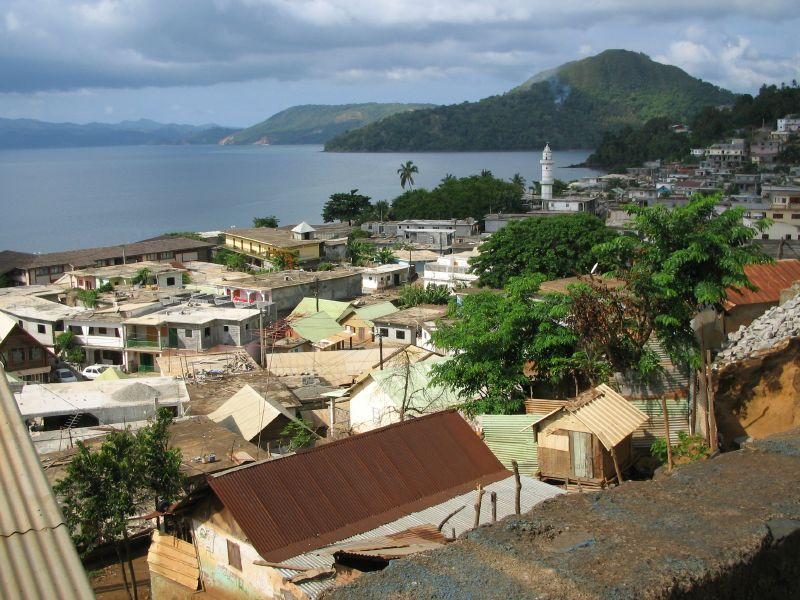
薩達
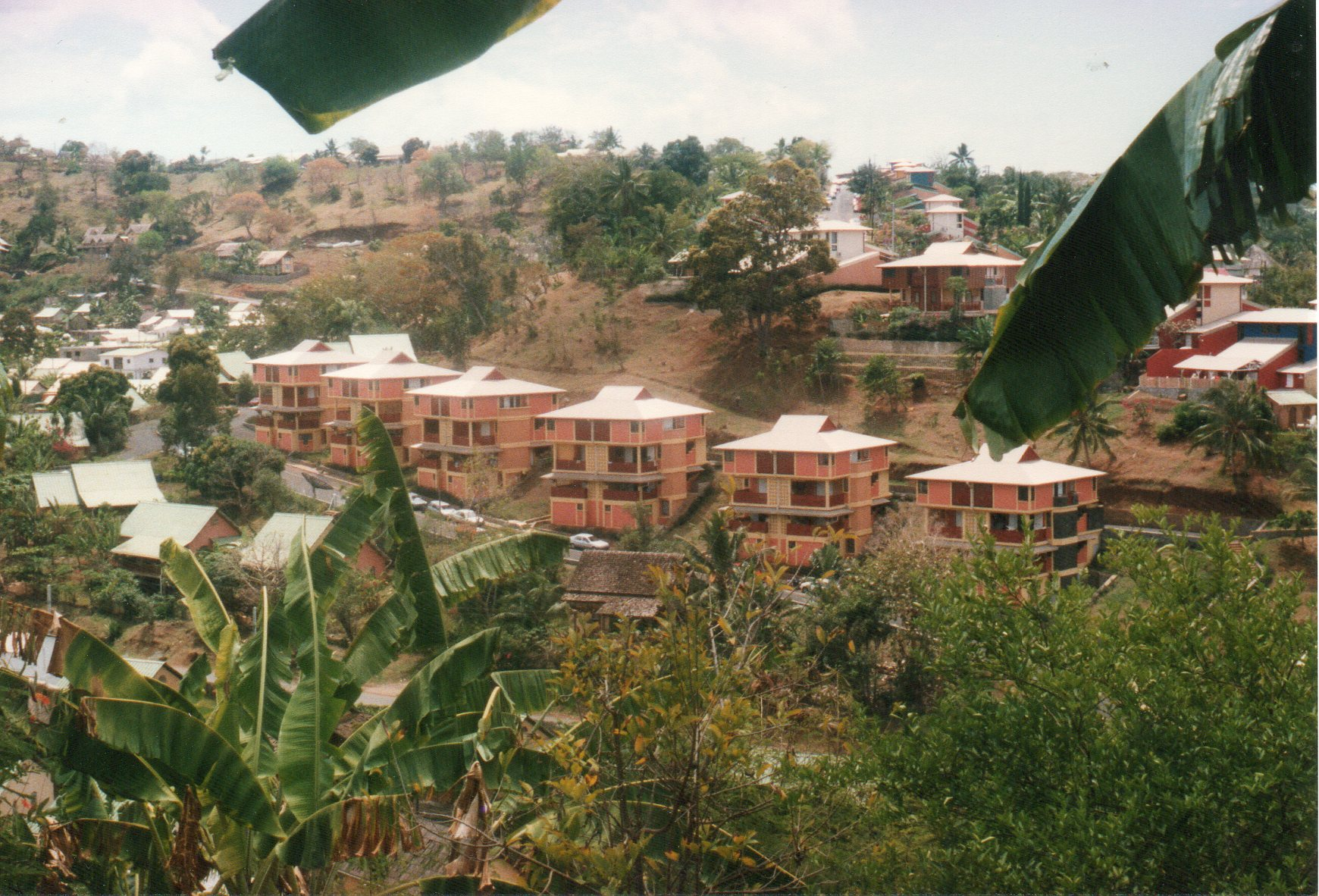
首都別墅區